# Procambarus hagenianus
Procambarus hagenianus är en kräftdjursart som först beskrevs av Faxon 1884.  Procambarus hagenianus ingår i släktet Procambarus och familjen Cambaridae. IUCN kategoriserar arten globalt som livskraftig.

## Underarter
Arten delas in i följande underarter:
- P. h. hagenianus
- P. h. vesticeps